# Phyllostegia wawrana
Phyllostegia wawrana är en kransblommig växtart som beskrevs av Earl Edward Sherff. Phyllostegia wawrana ingår i släktet Phyllostegia och familjen kransblommiga växter. Inga underarter finns listade i Catalogue of Life.